# Jean-Claude Gaudin
Jean-Claude Gaudin (Marsella, 8 de octubre de 1939 - Saint-Zacharie, 20 de mayo de 2024) fue un político francés. Fue diputado de 1978 a 1989, senador entre 1989 y 2017 y  alcalde de Marsella durante veinticinco años.

## Biografía
Jean-Claude Gaudin era, de profesión, profesor de historia y de geografía (durante más de quince años) empezó su carrera política siendo muy joven. En 1965 fue el benjamín del consejo municipal de Marsella (con solo veintiséis años de edad) siendo escogido por la lista de centro-izquierda "Gaston Defferre-Pierre Rastoin" contra la lista gaullista.
En 1973 se adhirió a los Republicanos Independientes y participó, en 1974, en la campaña de Valéry Giscard d'Estaing.
Fue candidato de la Unión por la Democracia Francesa en 1978 por la 2ème Circonscription des Bouches-du-Rhône y, contra pronóstico, ganó al candidato socialista con el 53,7% de los votos. 
Fue diputado por Bouches-du-Rhône (1978-1989).
Su carrera política continuó durante décadas, ocupando, entre otros cargos:
- Alcalde de Marsella
- Vicepresidente del Senado de Francia
- Presidente de la Communauté urbaine de Marseille Provence Métropole
- Président du Conseil Régional Provence Alpes Côte d’Azur
- Diputado
- Presidente de la UDF en la Asamblea Nacional Francesa
- Ministro de l’Aménagement du Territoire
- Vicepresidente de la UMP